# Panorpa flexa
Panorpa flexa är en näbbsländeart som beskrevs av Carpenter 1935. Panorpa flexa ingår i släktet Panorpa och familjen skorpionsländor. Inga underarter finns listade i Catalogue of Life.